# 腹斧角水蚤
腹斧角水蚤（学名：Pontella securifer）为角水蚤科角水蚤屬下的一个种。